# 璎珞

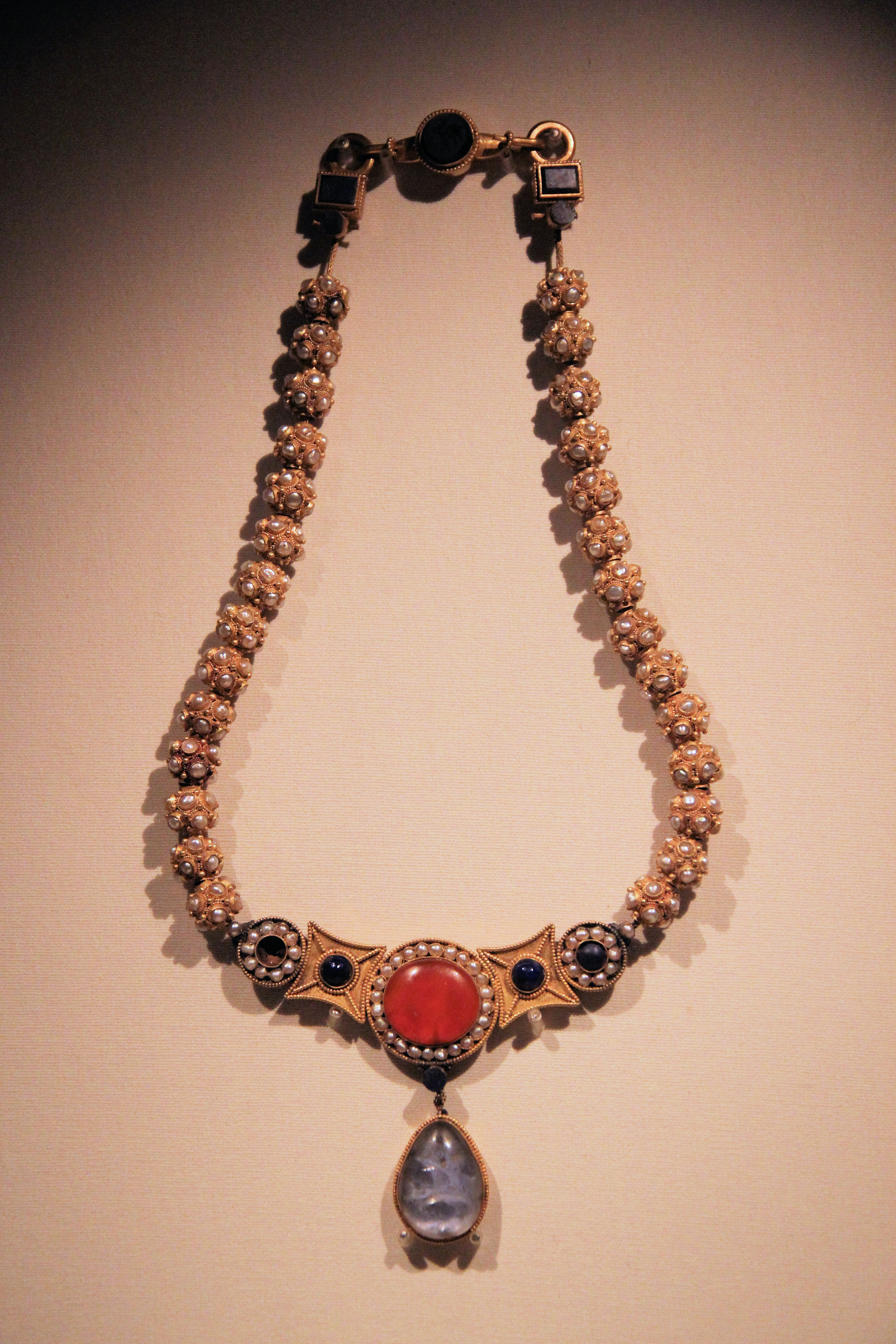
隋代贵族幼女李静训墓中出土的纯金璎珞（现藏于中国国家博物馆）

瓔珞是以珠玉綴成的裝飾物。在佛典中，指印度富貴人家佩戴的裝飾物，由珠寶、玉石或花等物編綴而成，主要裝飾部位在是頸部和臂部。有些將手腳上的裝飾珠玉也稱為瓔珞。

## 詞彙
按照《說文解字》，「賏」和「嬰」是指頸飾，「纓」是冠系，指帽帶。將「冠」自上而繫於頸部，稱為「纓」、「纓絡」。「絡」是棉絮。由棉絮相連接，交錯在一起，有如網絡，引伸出纏繞、籠罩等意思。
在佛典中，則用「纓絡」，或改為「玉」字旁的「瓔珞」，指印度富貴人家佩戴的項鏈、臂環、手環、腳環等裝飾物。譯為瓔珞的梵語詞彙，可能有keyūra、muktā-hāra、ratnāvali、rūcaka、hārā、ābharaṇa等。

### 经文记载
- 《法华经·普门品》曰：“解颈众宝珠璎珞，价值百千两金而以与之。”
- 《法华经·信解品》曰：“即脱璎珞细软上服严饰之具，更着粗弊垢腻之衣。”
- 《观无量寿经》曰：“诸璎珞中盛蒲桃浆。”
- 《楞伽經》：「鐶釧、瓔珞種種各異」（kaṭaka-rucaka-svasty-ādi-pariṇāmena pariṇāmyamānaṃ）